# Partirò
Partirò è un singolo del cantautore italiano Nesli, pubblicato il 20 luglio 2012 come secondo estratto dal sesto album in studio Nesliving Vol. 3 - Voglio.

## Tracce
1. Partirò – 3:02